# Bentley Continental GT
Bentley Continental GT är en personbil, tillverkad av den brittiska biltillverkaren Bentley sedan 2004.

## Generation 1 (2004-11)

### Continental GT
Hösten 2003 presenterades Continental GT, den första Bentley-modell som konstruerats sedan Volkswagen AG tog över företaget. Bilen bygger på Volkswagens D3-plattform, som den delar med Volkswagen Phaeton och Audi A8. Fyrhjulsdriften, den sexväxlade automatlådan och luftfjädringen delas med syskonmodellerna, liksom W12-motorn. I Bentley-utförande är motorn försedd med dubbla turboaggregat. Inredningen håller sedvanlig Bentley-standard, fylld med exklusiva träslag och läder.
Till skillnad från de äldre, handbyggda Arnage-baserade modellerna byggs Continental GT med moderna tillverkningsmetoder vid fabriken i Crewe. Detta håller nere både pris och tillverkningstid och har lett till en mångdubblad försäljning för Bentley.

### Continental GT Speed
Prestandamodellen Continental GT Speed visades första gången på Frankfurt-salongen 2007. Motorn har trimmats till 610 hk och vikten har bantats ned 35 kg.

### Continental Flying Spur
- Se under huvudartikeln: Bentley Flying Spur.

### Continental GTC
- Se under huvudartikeln: Bentley Continental GTC.

### Versioner
| Modell      | Årsmodell | Motor               | Cylindervolym | Effekt                 | Vridmoment             | Bränslesystem                   |
| ----------- | --------- | ------------------- | ------------- | ---------------------- | ---------------------- | ------------------------------- |
| GT          | 2004-11   | 12-cyl W-motor DOHC | 5998 cm³      | 560 hk vid 6 000 v/min | 650 Nm vid 1 700 v/min | Bränsleinsprutning, dubbelturbo |
| GT Speed    | 2009-11   | 12-cyl W-motor DOHC | 5998 cm³      | 610 hk vid 6 000 v/min | 750 Nm vid 1 750 v/min | Bränsleinsprutning, dubbelturbo |
| Supersports | 2010-11   | 12-cyl W-motor DOHC | 5998 cm³      | 630 hk vid 6 000 v/min | 800 Nm vid 1 700 v/min | Bränsleinsprutning, dubbelturbo |

## Generation 2 (2011-18)
Den andra generationen Continental GT är närmast att betrakta som en ansiktslyft version av den första.

### Versioner
| Modell      | Årsmodell | Motor               | Cylindervolym | Effekt                 | Vridmoment              | Bränslesystem                  |
| ----------- | --------- | ------------------- | ------------- | ---------------------- | ----------------------- | ------------------------------ |
| GT V8       | 2014-18   | 8-cyl V-motor DOHC  | 3993 cm³      | 507 hk vid 6 000 v/min | 660 Nm vid 1 700 v/min  | Direktinsprutning, dubbelturbo |
| GT V8 S     | 2015-18   | 8-cyl V-motor DOHC  | 3993 cm³      | 528 hk vid 6 000 v/min | 680 Nm vid 1 700 v/min  | Direktinsprutning, dubbelturbo |
| GT W12      | 2011-15   | 12-cyl W-motor DOHC | 5998 cm³      | 575 hk vid 6 000 v/min | 700 Nm vid 1 700 v/min  | Direktinsprutning, dubbelturbo |
| GT W12      | 2016-18   | 12-cyl W-motor DOHC | 5998 cm³      | 590 hk vid 6 000 v/min | 720 Nm vid 1 700 v/min  | Direktinsprutning, dubbelturbo |
| GT Speed    | 2012-14   | 12-cyl W-motor DOHC | 5998 cm³      | 625 hk vid 6 000 v/min | 800 Nm vid 1 700 v/min  | Direktinsprutning, dubbelturbo |
| GT Speed    | 2015-18   | 12-cyl W-motor DOHC | 5998 cm³      | 635 hk vid 6 000 v/min | 820 Nm vid 1 700 v/min  | Direktinsprutning, dubbelturbo |
| Supersports | 2017-18   | 12-cyl W-motor DOHC | 5998 cm³      | 710 hk vid 5 900 v/min | 1017 Nm vid 2 050 v/min | Direktinsprutning, dubbelturbo |

## Generation 3 (2018-24)
Hösten 2017 presenterades den helt nyutvecklade tredje generationen.

### Versioner
| Modell | Årsmodell | Motor               | Cylindervolym | Effekt                 | Vridmoment             | Bränslesystem                  |
| ------ | --------- | ------------------- | ------------- | ---------------------- | ---------------------- | ------------------------------ |
| GT V8  | 2019-24   | 8-cyl V-motor DOHC  | 3993 cm³      | 550 hk vid 6 000 v/min | 770 Nm vid 2 000 v/min | Direktinsprutning, dubbelturbo |
| GT W12 | 2018-24   | 12-cyl W-motor DOHC | 5950 cm³      | 635 hk vid 6 000 v/min | 900 Nm vid 1 350 v/min | Direktinsprutning, dubbelturbo |

## Generation 4 (2024- )
I juni 2024 presenterade Bentley den fjärde generationen. Det är en laddhybridbil där förbränningsmotorn kombinerats med en elmotor. Systemeffekten uppges till 782 hk och ett maximalt vridmoment på 1 000 Nm.

### Versioner
| Modell   | Årsmodell | Motor              | Cylindervolym | Effekt                 | Vridmoment             | Bränslesystem                            |
| -------- | --------- | ------------------ | ------------- | ---------------------- | ---------------------- | ---------------------------------------- |
| GT Speed | 2025-     | 8-cyl V-motor DOHC | 3996 cm³      | 600 hk vid 6 000 v/min | 800 Nm vid 2 000 v/min | Direktinsprutning, dubbelturbo + elmotor |